# Андреа Ипсиланти
Андреа Ипсиланти (на немски: Andrea Ypsilanti) е немски политик, член на парламанта на провинция Хесен, и от март 2003 г. председател на Социалдемократическата партия в Хесен.

## Биография
Андреа Ипсиланти, родена Дил, се ражда в семейство на домакиня и работник в заводите на Опел. Работи като стюардеса към Луфтханза, благодарение на което се запознава с гръцкия принц Емануел Ипсиланти, за когото се омъжва в началото на 80-те години. Бракът ѝ трае до началото на 90-те години, когато се развежда, но запазва фамилното име на съпруга си.
Между 1986 г. и 1992 г. следва социология, политически науки и педагогика във Франкфурт на Майн. Живее на съпружески начала с Клаус-Дитер Щок.
В политически аспект Ипсиланти принадлежи на левия спектър на Социалдемократическата партия. Около името ѝ се зашумява през февруари 2005 г., когато тя лансира идеята за бойкот на Дойче банк, поради уволнението на 6400 служители на банката. В центъра на парламентарната ѝ дейност в хесенския парламент са образованието, семейната политика и възстановяемите енергийнии източници.